# Theodosia viridiaurata
Theodosia viridiaurata är en skalbaggsart som beskrevs av Bates 1889. Theodosia viridiaurata ingår i släktet Theodosia och familjen Cetoniidae. Inga underarter finns listade i Catalogue of Life.